# Belíssima (filme)
Belíssima é um filme italiano de Luchino Visconti, estreou em 1951.

## Enredo
Maddalena, uma enfermeira muito pobre que ganha a vida a dar injeções em domicílio, inscreve a sua filha Maria para prestar provas de seleção para jovens atrizes — na verdade, crianças — na Cinecittà. Para Maddalena, a seleção representa um bilhete para dar à filha uma vida de luxo. Maddalena está disposta a tudo para garantir a vitória da filha.